# Cantina di Areni-1
La cantina di Areni-1 è un'antica cantina vinicola scoperta nel 2007 nel complesso della grotta di Areni-1, situata nell'omonimo villaggio della provincia di Vayots Dzor in Armenia. Il ritrovamento è stato opera di un team di archeologi armeni e irlandesi. Gli scavi sono stati condotti da Boris Gasparyan dell'Istituto di Archeologia ed Etnografia dell'Accademia Nazionale delle Scienze di Armenia e da Ron Pinhasi dell'University College Cork (Irlanda), finanziati dalla Gfoeller Foundation (USA) e dall'University College Cork stesso. Nel 2008, all'impresa si è unita anche l'Università della California di Los Angeles (UCLA) con Gregory Areshian come co-direttore del Progetto Areni. Da allora, gli scavi sono stati finanziati anche dall'UCLA e dalla National Geographic Society. Gli scavi della cantina si sono conclusi nel 2010.
La cantina comprende vasche di fermentazione, un torchio per il vino, giare di stoccaggio e frammenti di ceramica. Si ritiene che sia almeno mille anni più antica della cantina scoperta in Cisgiordania nel 1963, che attualmente risulta essere la seconda più antica al mondo.

## Scoperta
Gli scavi nel sito di Areni-1 iniziarono nel 2007 e proseguirono fino al settembre del 2010. Archeologi armeni, americani e irlandesi riportarono alla luce un grande tino ben conservato, profondo 60 centimetri (2 piedi), e una vasca di argilla lunga 1 metro ricoperta di malvidina . Oltre a questi ritrovamenti, sono stati rinvenuti vinaccioli, resti di uva pressata, prugne, noci e viti secche. Sono state inoltre portate alla luce diverse coppe da vino, trovate vicino a una serie di antiche tombe, suggerendo che il sito fosse utilizzato per cerimonie funebri e pratiche rituali . La grotta venne abbandonata a seguito del crollo del soffitto, e il materiale organico si è conservato grazie allo sterco di pecora che ha impedito ai funghi di distruggere i resti .
I risultati completi del team saranno pubblicati in futuro.

## Analisi
I risultati dell'analisi biochimica dei residui dal fondo del torchio per il vino e delle giare di stoccaggio effettuata da Hans Barnard e dai suoi colleghi dell'UCLA sono stati pubblicati sul Journal of Archaeological Science nel gennaio 2011 .
L'analisi botanica e i test del radiocarbonio condotti da ricercatori dell'Università della California, Irvine e dell'Università di Oxford hanno rivelato che la cantina di Areni-1 risale a circa il 4100-4000 a.C., ovvero al tardo Calcolitico . Secondo Areshian, i viticoltori usavano i piedi per pressare l'uva nella vasca di argilla, il cui succo sarebbe poi colato nella tina, dove sarebbe rimasto a fermentare fino allo stoccaggio in giare . La capacità della tina è stata stimata in circa 14-15 galloni .
Secondo Areshian, la scoperta della cantina ha fornito maggiori informazioni sullo studio dell'orticoltura. Anche Patrick E. McGovern, archeologo biomolecolare presso l'University of Pennsylvania Museum, ha sottolineato l'importanza della scoperta, definendola "importante e unica, perché indica una produzione di vino su larga scala, il che implicherebbe, a mio parere, che l'uva fosse già stata domesticata" .
L'identità esatta delle persone che vivevano nella regione all'epoca non è nota, anche se alcuni ricercatori hanno ipotizzato che potessero appartenere al popolo Kura-Araxes e hanno aggiunto che potrebbero essere stati molto coinvolti nei commerci ."